# Czarnogłów (mitologia)
Czarnogłów (staroislandzki: Tjarnaglofi) – bóg zwycięstwa i wojny czczony na Rugii, prawdopodobnie w grodzie Jasmund, wymieniony razem ze Świętowitem, Rugiewitem, Turupitem, Puruwitem (Porewitem lub Porenutem) i Pizamarem w islandzkiej Knýtlinga-sadze. 

Piąty bóg nazywał się Pizamar z miejsca zwanego Jasmund i został zniszczony przez ogień. Był też Tjarnaglofi, ich bóg zwycięstwa, który towarzyszył im w kampaniach wojskowych. Miał srebrne wąsy i stawiał opór dłużej niż inni, ale jego również udało się po latach dostać. W sumie podczas tej wyprawy ochrzczono pięć tysięcy.

Aleksander Gieysztor oraz Andrzej Szyjewski odczytali imię jako „Czarnogłów”. Aleksander Brückner uważał natomiast, że jedynym słusznym zapisem imienia jest „Trzygłów”. Jerzy Strzelczyk zauważa, że wojenny charakter boga może przemawiać na korzyść odczytu „Trzygłów”, lecz wojenny charakter był cechą wspólną dla wielu bogów połabskich i pomorskich. Henryk Łowmiański uznał, że Czarnogłów jest „cmentarną transformacją Czarnoboga”, a Leszek Moszyński zaproponował odczyt „T'arnogłowy” oznaczający „z głową ukoronowaną cierniem”, co ma nawiązywać do korony cierniowej Jezusa i być wpływem chrześcijańskim na późne pogaństwo połabskie. Według Jarosława Gorbaczowa posąg Czarnogłowa mógł być w istocie posągiem Jarowita lub Peruna.